# Звуково оръжие
Звуково и ултразвуково оръжие (USW) са типове неконвенционално, несмъртоносно оръжие, които биват различни разновидности, като общото между тях е, че използват звук (ултразвук, а също така и инфразвук), за да причиняват вреда и/или нараняване, с крайна цел да се неутрализира противника. Този тип оръжия (далекодействащо акустично устройство на английски: long-range acoustic device, LRAD) са на въоръжение в ограничена употреба във военните и полицейски сили на САЩ и други страни и все още са в проучвателна и изследователска фаза на тяхното разработване. Някои такива оръжия са описани в научната фантастика или комиксите (напр. Батман: Анимационният сериал, 1992).
Тези устройства са описвани като звукови куршуми, звукови гранати, звукови мини или звукови оръдия (звуковите оръдия са най-големите по размер такива оръжия, като в началото са правени разработки на акустични автомати (буквалният превод от английски може да е и топове – от acoustic cannon). Някои от тях действат чрез фокусиран „сноп“ от звукови вълни, докато други използват широко звуково поле.

## Влияние върху организма
Използването на звуково или ултразвуково оръжие върху индивидите причинява аудиторни промени, промяна във виброактивната чувствителност, мускулни контракции, увреждания на вътрешните органи и тъкани, сърдечносъдови поражения – включително масирани кръвоизливи, „ефекти“ върху централната нервна система, вътрешното ухо, вестибуларния апарат, гръдния кош и тъкани на белия дроб (конкретно в случаи, в които енергията на звуковата вълна е насочена към органите и гръдния кош).
Обикновено симптомите са:
1. силно главоболие[5]
2. дезориентация
3. загуба на паметта[6]

Освен че могат да предизвикват психологически ефект: страх, безпокойство и депресия, подобни звукови оръжия могат да бъдат използвани с цел „задушаване“ или възпрепятстване на дишането при използване, както и в определен период от време след това (разработки на Raytheon (2011)). Това се дължи на потенциалните вреди, които тези оръжия принципно оказват на респираторния тракт. Макар и да не засягат слуховия апарат, този подтип нискочестотни звукови оръжия въздействат върху дихателния апарат чрез резонанс и могат да предизвикат задушаване или припадък поради липса на кислород, достигащ до мозъка. Целта на този тип оръдия е да се използват предимно при масови безредици.

## История
Възможно е за първи път звуково оръжие да е използвано още в древността – „древните евреи са първите воини, постигнали победа с разрушителната сила на звуковите вълни“, „крепостните стени на Йерихон се сринали на прах под мощните тръби на израилтяните“ , като остава спорен въпросът, дали технологиите от съответната епоха са позволявали неговото конструиране. В Германия през 1944 г. е тествано звуково оръдие, работещо със смес от метан и кислород (на немски: Schallkanone; на английски: Sound Cannon), конструирано от Рихард Валаушек (на немски: Richard Wallauschek).

### Разработка и изследвания
Разработката на модерни звукови и акустични оръжия започва (според официални данни) около 2002 под названието „звуков куршум“ , като вероятно първата употреба на термина „звуков куршум“ е от хърватската музикална група The Bambi Molesters в техния албум от 2001 Sonic Bullets: 13 from the Hip. Изследванията са провеждани върху популации от мишки , но през 2007 е обсъждано и тестването върху хора .
Звуковото оръжие може да използва насочен лъч, като с два ултразвукови сигнала се произвежда звук само когато достигнат мишената, тоест звукът може да не се чува от използващия т.нар. звуково оръжие . Техническият принцип на работа е изваждане на две звукови (механични, не електромагнитни) вълни, с близка, но различна честота, като се получава „трептене“ – трета по-ниска честота.
Освен употребата на единично звуково оръдие, напоследък се използва и свързването на такива оръдия „в мрежа“, така че група от такива оръдия да действат върху определена целева площ, синхронизирано, тази площ може да е от стотици метри, и с това действие да постигат синхронизиран целеви резултат върху цялата област, включително живеещите в нея.
Свързани разработки са тези за лазерни плазмени и енергийно насочени оръдия, които също могат да произвеждат и имат ефекта на звуково оръжие .

## Употреба
Оръдие LRAD е прицелено към протестиращите по време на Националния конгрес на републиканците, САЩ, 2004 в Ню Йорк, но не е използвано.
LRAD за първи път са използвани в САЩ от полицията в Питсбърг срещу протестиращи на срещата на Г-20, септември 2009.
На 18 август 2014 г. полицията в Сейнт Луис използва LRAD срещу демонстранти, протестиращи срещу убийството на Майкъл Браун във Фъргюсън, Мисури При пряко предаване от Фъргюсън на 18 август, репортерът Майк Тобин коментира, че оръжието „Няма за цел да прави хората инвалиди. Просто е шумно и дразнещо, и те кара да разбереш, че идва нещо голямо и официално, и че това се случва сега.“ По-късно Амнести Интернешънъл критикува използването на LRAD оръдие срещу протестиращи или членове на тяхната делегация във Фъргюсън, които „са съобщили за чувство на гадене от звука“ и че „оръжията LRAD могат да представляват сериозен риск за здравето, вариращ от временна болка и загуба на равновесие или слуха до трайно увреждане на слуха.“
В Балтимор, САЩ на 29 април 2015 са използвани модернизирани LRAD устройства.

## Страни използващиLRAD
- Азербайджан: азербайджанска полиция [16]
- Бразилия
- Сингапур: военни сили
- Тайланд
- Грузия
- Хондурас
- Хонконг: полицейски тактически части
- Индия: полиция
- Израел: Министерство на отбраната
- Полша: полиция
- Великобритания: Министерство на отбраната, „The O2“
- САЩ: множество полицейски управления и американската армия
- Испания: полицията в Каталуния [17]
- Япония
- Виетнам: използва се на борда на кораби клас DN-2000 от бреговата охрана
- Канада: множество полицейски управления.[18]